# FS E.464
Les FS E.464, appelées officiellement TRAXX P160 DCP par son constructeur, sont une famille de locomotives électriques développées pour tracter des trains de courte et moyenne distance,. À partir de l'été 2019, elles ont également commencé à remplacer les locomotives FS E.656 des services Intercity en Sicile,,.
Les FS E.464 sont la dernière série de locomotives acquises par Trenitalia. L'objectif est de remplacer les FS E.424 et FS E.646, datant des années 1940 et 1950. Le dernier lot livré a permis de remplacer les FS E.656 et FS E.632.
Initialement produites par Tecnomasio puis par Adtranz, leur production a été reprise par Bombardier Transportation Italy lorsque la société mère Bombardier a acquis Adtranz. La fabrication y a alors été localisée dans l'usine italienne de Vado Ligure,,.

## Histoire
Les locomotives électriques E.464 sont issues d'un projet lancé par Ferrovie dello Stato Italiane dans les années 1980 pour la construction d'une série de locomotives modulaires pouvant être utilisées pour différents types d'exploitation, que ce soit pour du trafic régional, inter-régional ou fret.
Avec la suppression progressive en raison de l'obsolescence des engins moteurs construits grâce au plan Marshall, les chemins de fer italiens manquaient de locomotives pour tracter les trains régionaux. En effet, les locomotives E.646, engins moteurs offrant des performances de haut niveau mais âgées d'une vingtaine d'années à l'époque, commençaient à être affectés aux trains régionaux.
Deux configuration étaient initialement envisagées : FS E.454 pour les trains de voyageurs et FS E.453 pour les trains de marchandises.
Les trois prototypes de locomotives E.454 ont assuré des services voyageurs sur la ligne Florence-Empoli-Pise. Néanmoins, le projet a été abandonné au profit de nouvelles machines équipées d'onduleurs avec une mécanique plus simple et plus fiable.

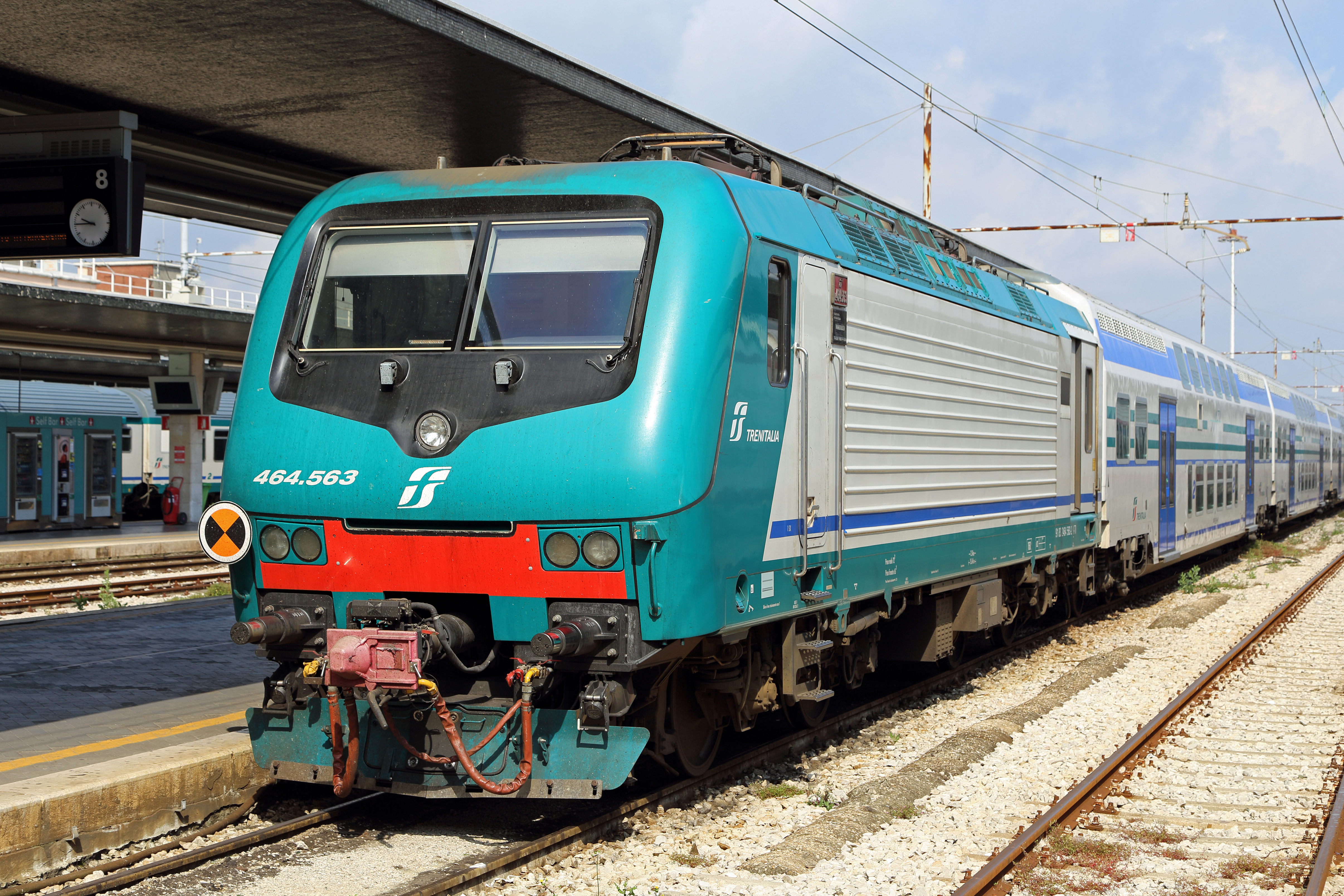
E.464.563 en livrée XMPR.

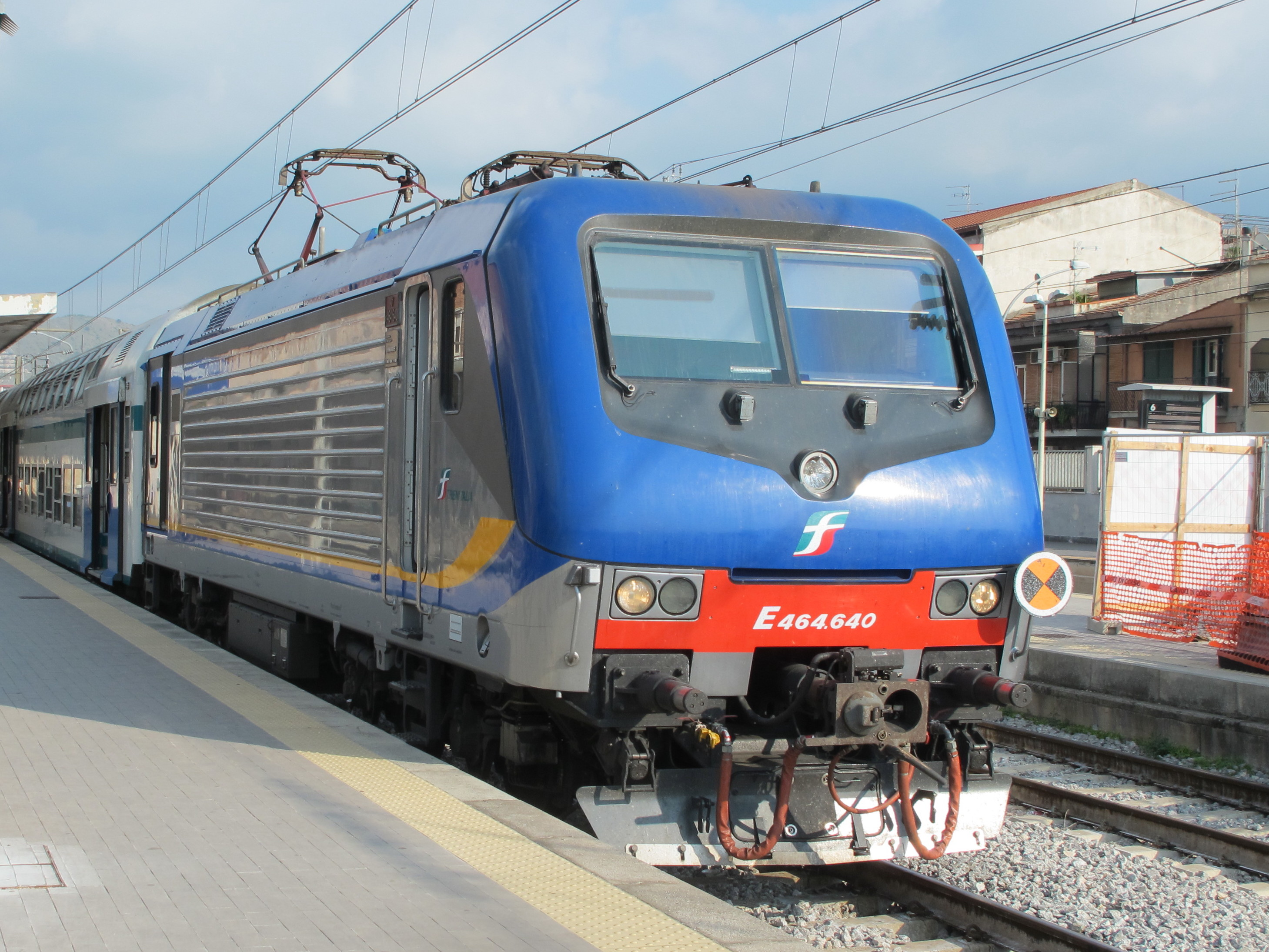
E.464.640 arborant la livrée DPR en gare de Caserte.

À la suite d'un appel d'offres international passé en 1994, Ferrovie dello Stato Italiane a chargé ABB de développer et de construire une nouvelle locomotive basée sur les prototypes réalisés précédemment. Pour réduire les coûts, il a été convenu que les nouveaux véhicules seraient construits sur la base des locomotives E.412, développés par le même constructeur quelques années plus tôt pour tracter les trains de marchandises et sur la ligne du Brenner. La série E.464 diffère de la E.412 par la puissance installée dans les engins, l'absence d'une des deux cabines de conduite à la suite de la généralisation des compositions réversibles utilisant des voitures-pilotes et l'application de la nouvelle livrée XPMR tout en supprimant la plaque frontale grise. Ces locomotives sont également les premiers engins moteurs des FS à être équipés d'attelages automatiques, offrant la possibilité d'accoupler des coupons de rames si nécessaire. Le design a été réalisé, comme pour la série E.412, par Roberto Segoni et Paolo Pizzoccheri, designers chez DES.TECH.
Le premier lot de la commande initiale, composé de 50 véhicules, a été livré au Latium entre 1999 et 2000. Ces engins ont rencontré un grand succès grâce à leurs excellents résultats en matière de fiabilité et de flexibilité malgré le fait qu'ils n'ont pas été préalablement testés en pré-exploitation comme c'est généralement l'usage. Par la suite, d'autres commandes ont été passées pour 90, 100 et 48 autres unités, entre 2001 et 2005, plus 100 autres en 2006 - 2007 pour un investissement de 250 millions d'euros. En 2007, Trenitalia a annoncé la commande d'un lot supplémentaire de 150 locomotives, portant le nombre total de locomotives E.464 commandées à 538,. Le 7 septembre 2009, la E.464.464 a été livré à la région du Latium. Toujours en 2009, Trenitalia a signé un nouveau contrat avec Bombardier Transport pour la livraison de 100 nouvelles locomotives pour un montant estimé à 258 millions d'euros.
En 2011, Trenitalia a encore agrandi sa flotte de locomotives E.464 en commandant 50 unités supplémentaires à Bombardier Transport en levant une option prévue dans le contrat signé en 2009. Le contrat, d'une valeur de 127 millions d'euros, porte le nombre de locomotives E.464 commandées par Trenitalia à 688. La livraison de la dernière E.464 a eu lieu le 20 février 2013.
En novembre 2013, Trenitalia a annoncé avoir signé avec Bombardier pour un lot de 29 autres locomotives FS E.464 pour un montant d'environ 300 millions d'euros. Cette commande est complétée par l'achat de 150 voitures voyageurs de type Vivalto. Ces véhicules sont prévus pour être répartis entre le Latium, la Vénétie et la Ligurie.
Le 6 décembre 2015, les deux dernières locomotives FS E.464, à savoir les machines no 716 et 717, ont quitté l'usine de Vado Ligure, concluant la production du plus grand parc unifié d'engins moteurs ferroviaires d'Italie.

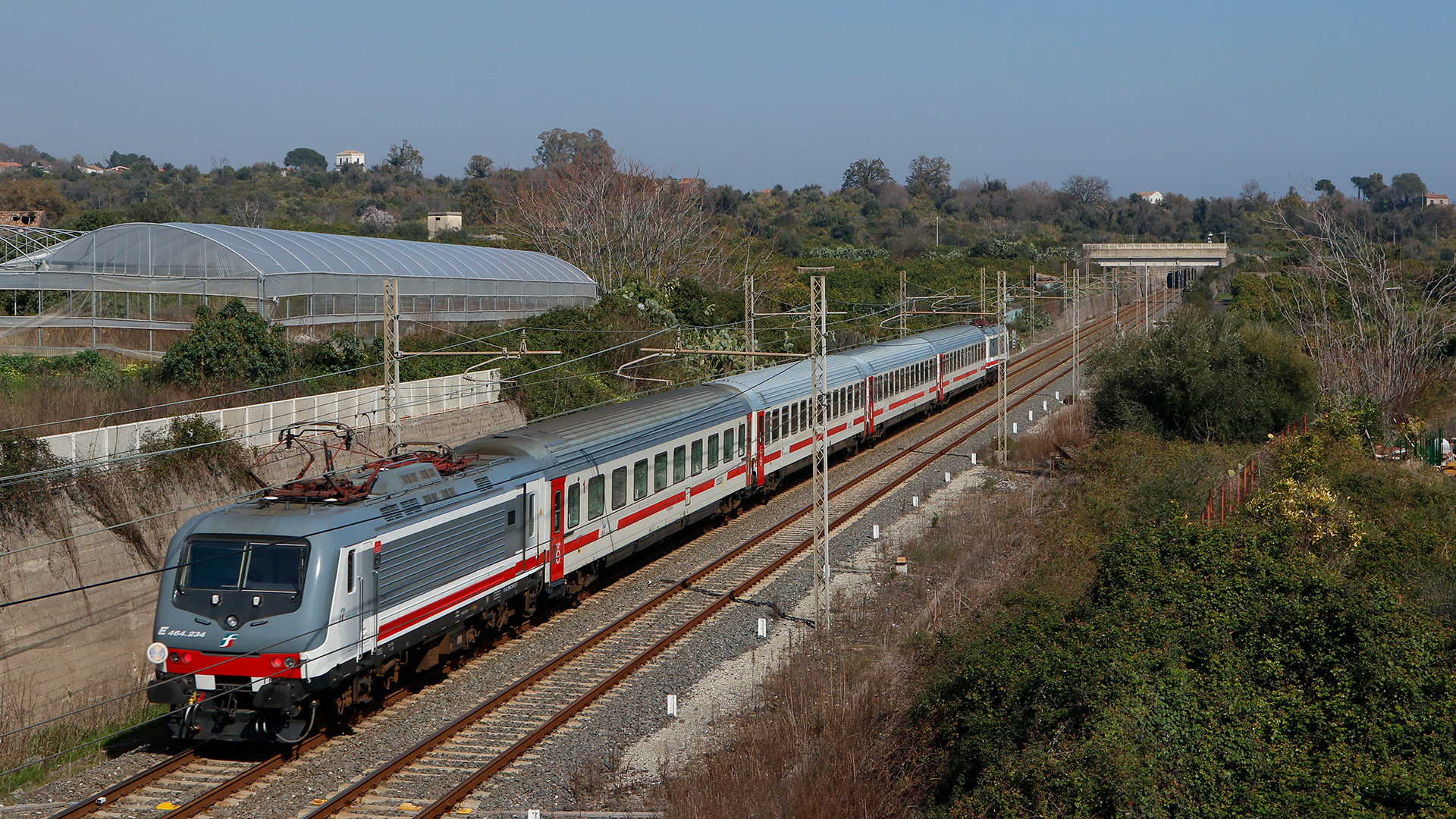
Locomotive E.464.234 arborant la livrée Intercity de jour en double traction symétrique sur un IC reliant Syracuse à Rome Termini.

## Conception

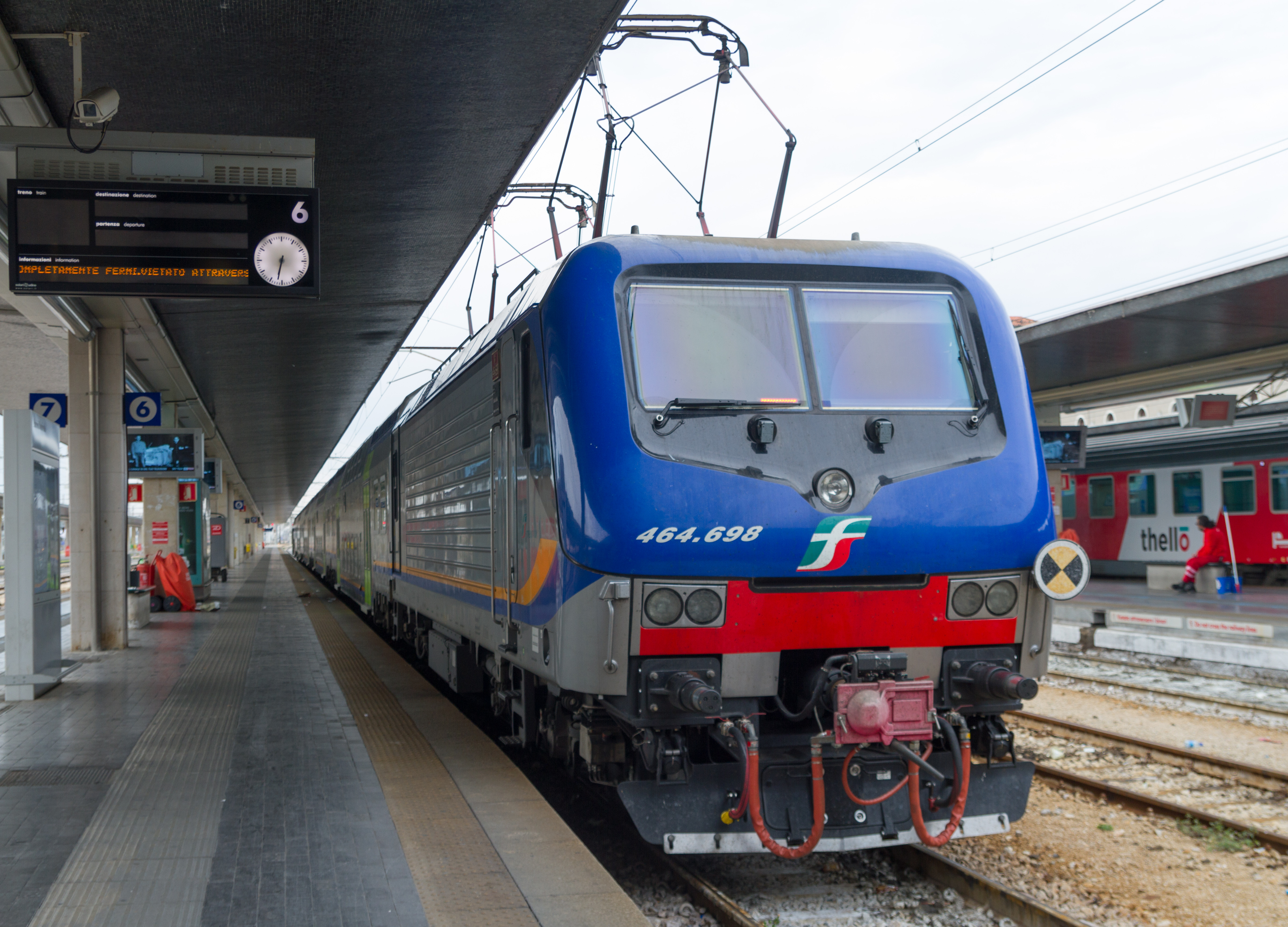
FS E.464.698 en gare de Venise Santa Lucia.

Les locomotives FS E.464 sont équipées d'un système d'attelage automatique Scharfenberg capable de relier ou de séparer rapidement deux engins pour créer des trains composés de plusieurs rames tractées. C'était la première fois que cette solution était utilisée sur une locomotive Ferrovie dello Stato Italiane (avec les engins moteurs précédents, il était nécessaire d'utiliser un adaptateur). La structure de la locomotive est compacte et légère en tôle d'acier ondulée et avec un toit en aluminium. La production de trains-navettes avec ce modèle de locomotives a incité Ferrovie dello Stato Italiane à demander la création d'un compartiment à bagages  l'arrière de l'engin, à la place de la deuxième cabine de conduite qui a été supprimée.

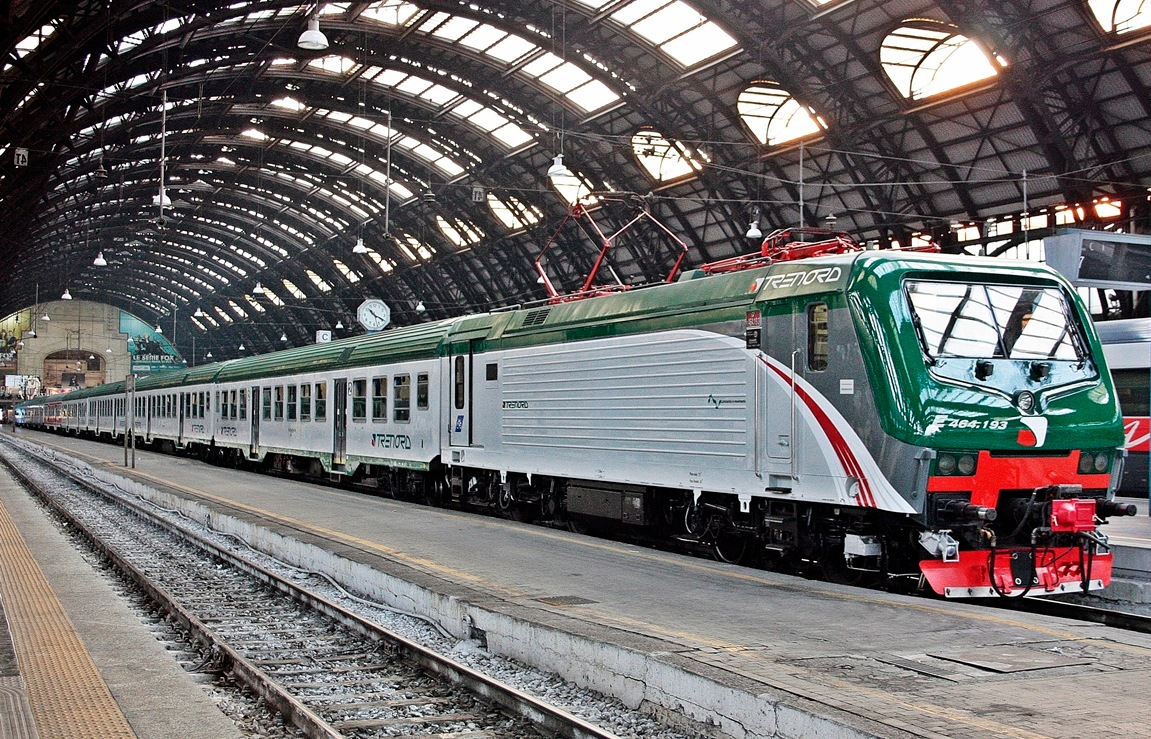
FS E.464.193 en livrée Trenord.

L'électronique de puissance alimentant la chaîne de traction a été simplifiée avec l'adoption d'un seul convertisseur complété par deux onduleurs pour alimenter les quatre moteurs asynchrones triphasés. Ce système est considérablement plus léger que l'ancienne architecture à deux circuits indépendants, tout aussi sûr, et offre également l'avantage de la fiabilité.
Deux convertisseurs auxiliaires 450 V AC - 60 Hz alimentent les composants du système de refroidissement hydraulique des onduleurs, les ventilateurs pour refroidir les moteurs, de la climatisation de l'habitacle, les chargeurs de batterie et les systèmes pneumatiques du système de freinage (disques auto-ventilés et rhéostatiques pour le freinage électrique). Pour le freinage électrique, les moteurs électriques sont inversés pour fonctionner comme des générateurs, ralentissant ainsi le train. L'énergie produite est renvoyée vers la ligne aérienne (freinage électrique à récupération) ou dissipée sous forme de chaleur.
Le pupitre de commande est de type unifié (différent de celui des FS E.412 qui sont équipés d'un pupitre spécifique pour une circulation en Autriche et en Allemagne), avec une grande quantité d'électronique dédiée au diagnostic et la conduite. À ce jour, tout le matériel roulant de traction, à la disposition de Rete ferroviaria italiana (RFI), doit être équipé du système de contrôle italien SCMT avec un dispositif de surveillance à neuf codes et de répétition du signal, au lieu de quatre codes comme dans le répétition traditionnelle pour les FS E.424.
Ces engins peuvent être couplés jusqu'à quatre locomotives différentes pour effectuer une évacuation d'urgence ou pour tracter des trains particulièrement longs et lourds. Ils peuvent également être utilisés avec d'autres locomotives modernes, comme la FS E.402A.
Depuis 2019, certaines unités ont été équipées pour prendre en charge le nouveau système de sécurité ferroviaire européen ERTMS niveau 2.

## Parcs de machines

### FS E.464
En Lombardie, depuis 2004, 10 locomotives E.464 (E.464.189-E.464.198) en livrée blanc-gris ont été utilisés, exploitées par TiLo, la compagnie italo-suisse gérant les liaisons ferroviaires entre le canton de Tessin et la Lombardie. La machine E.464.195 a, en plus de la livrée XMPR, le soubassement gris de la livrée TiLo.
Depuis novembre 2011, les quatre premières locomotives FS E.464 du parc de traction lombard, dont deux ex-TiLo (E.464.193 - E.464.286 - E.464.192 - E.464.272) ont reçu la livrée de la société Trenord. L'extension à l'ensemble du parc lombard FS E.464 se déroulera par phases successives. En 2014, la FS E.464.191 était la dernière locomotive de la flotte Trenord arborant la livrée TiLo.
Le grand succès des locomotives E.464 est largement dû, en plus de la flexibilité et des performances, à son faible coût : seulement 2,3 millions d'euros par unité. Les 718 unités commandées (717 en service) font de la E.464 la locomotive la plus répandue en Italie et en Europe aujourd'hui.
Ces locomotives n'ont qu'une cabine de conduite. À l'autre extrémité de l'engin moteur se situe un pupitre de manœuvre utilisé pour les manœuvres, où la vitesse limitée à 30 km/h.
70 unités du groupe sont affectées à la Sicile pour assurer les services Intercity en remplacement des FS E.656. À partir de l'entrée en vigueur de l'horaire d'été 2019, à savoir le 9 juin 2019, ces locomotives ont commencé à être utilisées en double traction symétrique, c'est-à-dire avec une locomotive à chaque extrémité de la composition, notamment pour certains trains de nuit Intercity Notte,. Toujours en Sicile, les FS E.464 ont commencé à opérer pour le trafic Intercity de jour à partir du 18 juillet 2019, également en double traction symétrique .

### FER E.464

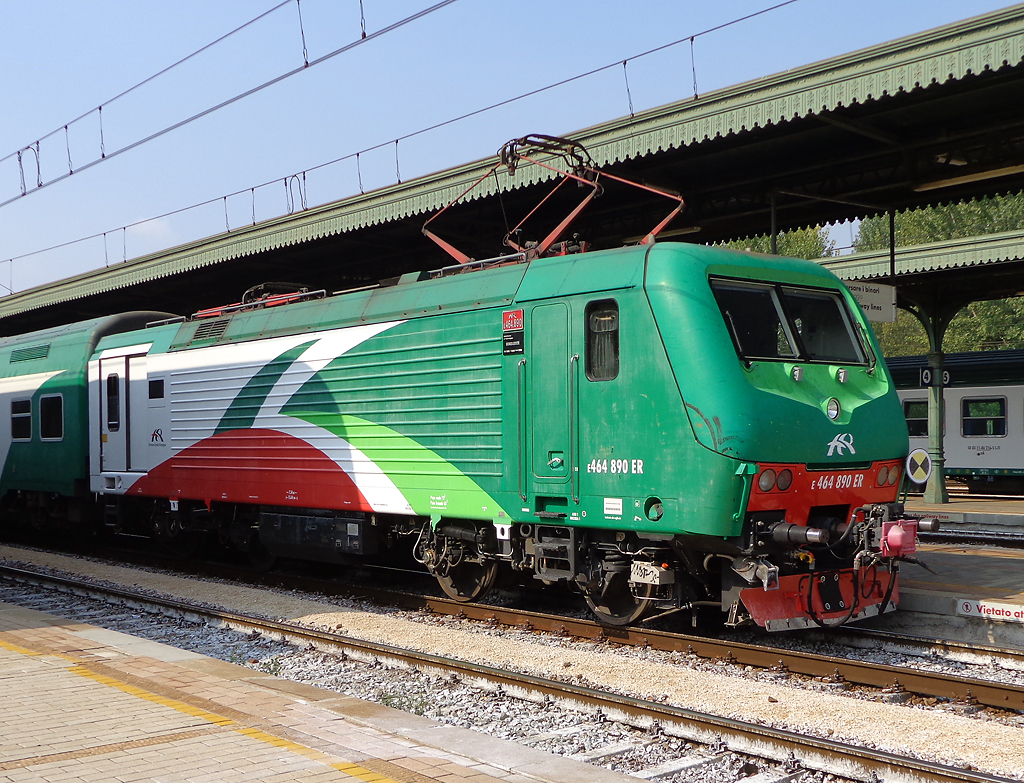
Locomotive E.464.890 des Ferrovie Emilia Romagna.

Les Ferrovie Emilia Romagna ont commandé un premier lot de trois locomotives E.464, identiques aux unités Trenitalia, à l'exception du fait qu'elles disposaient auparavant de dispositifs de tampons traditionnels au lieu d'un attelage automatique. L'unité no 901 a été livrée en septembre 2004, suivie en mars de l'année suivante par les unités no 902 et 903. Ces trois engins moteurs sont entrés en service régulier en mai 2005.
À l'automne 2005, les Rerrovie Emilia Romagna ont commandé trois locomotives supplémentaires (numérotées de 904 à 906).
Le 28 octobre 2008, quatre autres unités ont été commandées et livrées à partir de fin 2009. Elles sont numérotées de 890 à 893. Ces dernières, en revanche, sont équipées d'attelages automatiques.

### TFT E.464
La compagnie ferroviaire Trasporto Ferroviario Toscano (TFT) a acquis en 2010 une locomotive E.464 équipée du SCMT et numérotée E.464.880. Le 13 avril 2013, elle a été officiellement présentée au public en tête d'une rame constituée de voitures à deux niveaux Vivalto. Le même jour, cette rame est entrée en service sur la ligne Arezzo-Stia.
En décembre 2017, TFT a vendu la locomotive avec trois voitures Vivalto à Trenitaia en échange de deux automoteurs Jazz ETR 425. L'engin conserve le même numéro de série mais s'est vu pelliculé avec la livrée régionale de Trenitalia,.

## Accidents
- Le 14 décembre 2008, la locomotive E.464.206 a été impliquée dans un accident entre deux trains manœuvrant en gare de Livourne[33],[34].
- Le 8 mai 2009, la locomotive E.464.034 a été impliquée dans un accident à proximité de la gare de Bolzano[35] avec un train exploité par la Società Autobus Alto Adige[36].
- Le 20 septembre 2009, l'engin moteur E.464.029 a été impliqué dans un accident en gare de Milan-Centrale. La locomotive, située en tête de convoi, s'est écrasée en traversant un mur de béton pour finalement atteindre une cour d'immeuble. Elle a été réformée le 6 novembre 2009[37].
- Le 14 juillet 2012, l'engin moteur E.464.356 a déraillé près de Lavino di Mezzo, dans la ville métropolitaine de Bologne[38].
- Le 2 avril 2013, la locomotive E.464.597 a été impliquée dans un déraillement près de Bra en raison d'un incident mécanique sur un aiguillage[39].
- Le 17 février 2017, la locomotive E.464.119 a été impliquée dans une collision avec un tracteur près de Torre a Mare, dans la ville métropolitaine de Bari[40].
- Le 25 janvier 2018, l'engin moteur E.464.458 de Trenord a été impliqué dans l'accident ferroviaire de Pioltello (it) ayant causé plus d'une centaine de blessés dont 46 ayant nécessité un séjour à l'hôpital et cinq dans un état critique[41],[42],[43].
- Le 23 mai 2018, la locomotive E.464.170 a été impliquée dans un accident de train causant la mort de deux individus près de Caluso[44],[45],[46],[47].
- Le 3 septembre 2018, la locomotive E.464.330 a été impliquée dans un déraillement près de Montefiascone en raison de débris laissés le long de la voie par mauvais temps[48].
- Le 13 février 2020, l'engin moteur E.464.310 a été impliqué dans un déraillement près de la gare de Venise-Mestre[49].
- Le 7 janvier 2021, la locomotive E464.420 a été impliquée dans un déraillement causé par un glissement de terrain près de Giuncano Scalo sur la ligne Rome-Ancône[50],[51],[52].